# An Intimate Study of a Mole
An Intimate Study of a Mole è un cortometraggio muto del 1913. Il nome del regista non viene riportato nei credit.

## Produzione
Il film fu prodotto dalla Essanay Film Manufacturing Company.

## Distribuzione
Distribuito dalla General Film Company, il documentario - un cortometraggio della lunghezza di 75 metri - uscì nelle sale cinematografiche USA il 7 agosto 1913. Nelle proiezioni, veniva programmato con il sistema dello split reel, accorpato in un'unica bobina con un altro cortometraggio prodotto dalla Essanay, la commedia The Incriminating Letter.